# The Regrettes
The Regrettes or simply Regrettes és un grup de música de punk rock format a Los Angeles el 2015. La cantant i líder del grup és Lydia Night. El seu primer àlbum d'estudi va ser Feel your feelings fool!, editat amb Warner Bros el mes de gener de 2017.

## Estil musical
L'estil musical del grup ha estat etiquetat com a punk rock, riot grrrl, garatge pop i també com a garatge punk, aportant també elements de garatge rock, doo-wop i música surf dels anys 60, rockabilly i música pop.
Les seves lletres parlen, entre d'altres temes, de l'empoderament de les dones, de feminisme, de política i d'amor.
Entre les influències de la banda, hi podem trobar Bikini Kill, L7, 7 Year Bitch, Elvis Presley, Buddy Holly, The Ronettes, Hole, The Crystals, Lesley Gore i Patsy Cline.

## Membres de banda
Membres actuals
- Lydia Night – cantant, guitarra (2015–present)
- Genessa Gariano – Guitarra, segona veu, veu coral (2015–present)
- Brooke Dickson – baix (2018–present)
- Drew Thomsen – bateria (2018–present)

Membres anteriors
- Maxx Morando – bateria (2015–2018)
- Marlhy Murphy – bateria, segona veu (2015)
- Sage Chavis – baix (2015–2018)
- Violet Mayugba – baix (2018)

## Discografia

### Àlbums d'estudi
- Feel your feelings fool! (2017)
- How do you love? (2019)

### EPs
- Hey! (2015)[11]
- Attention seeker (2018)

### Singles
- "Hey now" (2015)[11]
- "A living human girl" (2016)
- "Hey now" (2016)
- "Hot" (2016)
- "Seashore" (2016)
- "Marshmallow world" (2016)
- "Back in your head" (2018)
- "Come through" (2018)
- "Helpless" (2018)
- "California friends" (2018)[12]
- "Poor boy" (2018)
- "Don't stop me now" (2018)
- "Pumpkin" (2019)[13]
- "Dress up" (2019)
- "I dare you" (2019)
- "Holiday-ish" presentant Dylan Minnette (2019)
- "What am I gonna do today" (2020)
- "I love us" (2020)